# Bīd Gījeh
Bīd Gījeh (persiska: بيد گيجه) är en ort i Iran.   Den ligger i provinsen Lorestan, i den västra delen av landet, 300 km sydväst om huvudstaden Teheran. Bīd Gījeh ligger 1 796 meter över havet och antalet invånare är 164.
Terrängen runt Bīd Gījeh är huvudsakligen kuperad, men åt sydost är den platt.Runt Bīd Gījeh är det ganska tätbefolkat, med 72 invånare per kvadratkilometer. Närmaste större samhälle är Aznā, 18,6 km öster om Bīd Gījeh. Trakten runt Bīd Gījeh består i huvudsak av gräsmarker.